# Кудрявцева, Наталья Сергеевна
Наталья Сергеевна Кудрявцева ((до замужества — Боброва); 24 августа 1978, Новосибирск, РСФСР, СССР — 2 апреля 2015, Тель-Авив, Израиль) — советская и российская гимнастка, бронзовый призёр чемпионата мира по спортивной гимнастике в вольных упражнениях (1993), мастер спорта России международного класса.

## Биография
Воспитанница новосибирской школы гимнастики. Тренировалась у заслуженного тренера России Михаила Яковлевича Козиорова.
Чемпионка Европы в команде (1990), неоднократный призёр этапов Кубка мира, серебряный и бронзовый призёр Кубка России в многоборье. Завоевала первую для России медаль по спортивной гимнастике на чемпионатах мира (Бирмингем-1993). На первенстве мира в японском Сабах (1995) заняла четвёртое место в командных соревнованиях.
После завершения спортивной карьеры работала тренером школы олимпийского резерва по спортивной гимнастике.
Скончалась в Тель-Авиве в клинике Ассута от онкологического заболевания.